# Rumunské korunovační klenoty

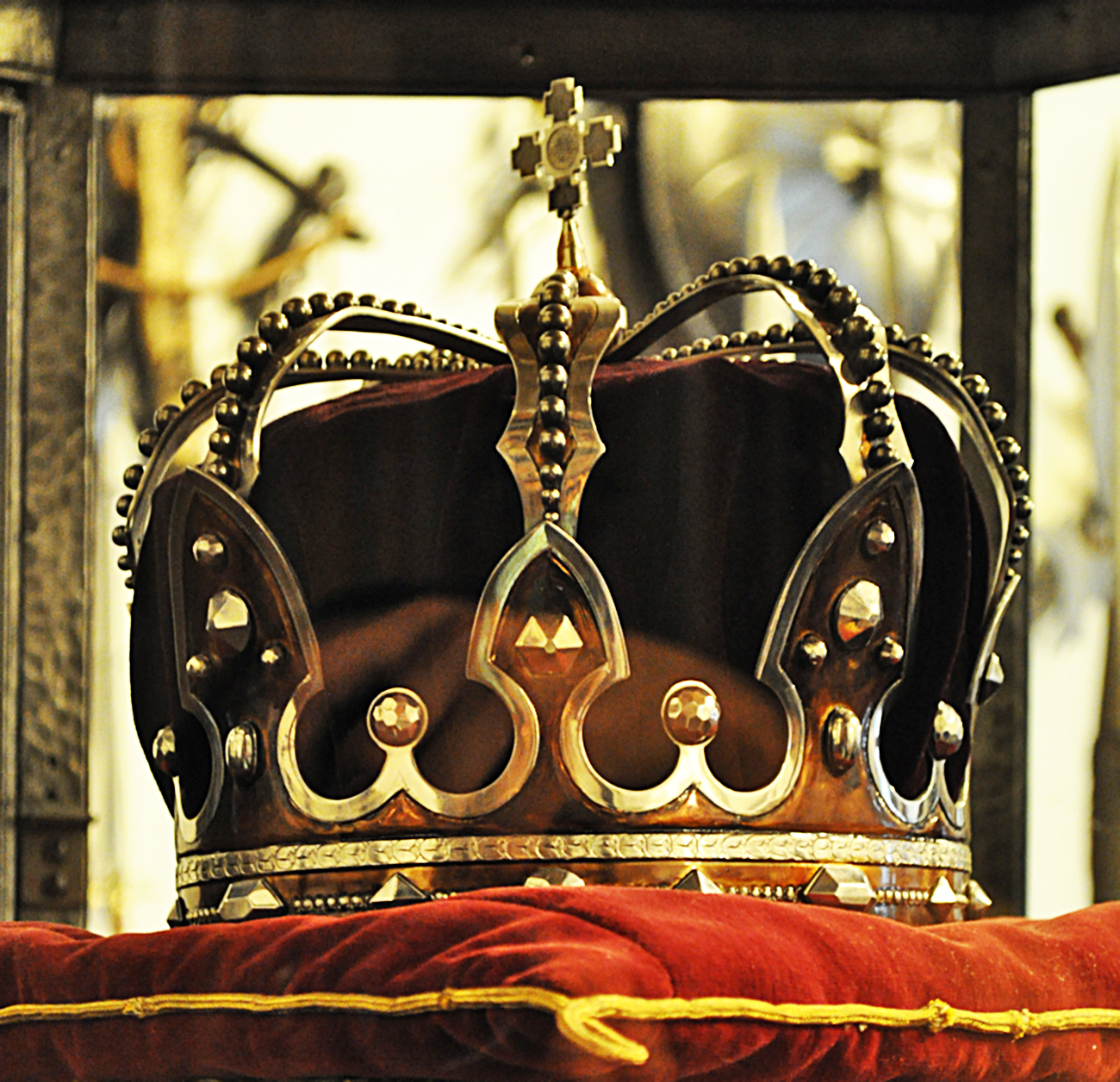
Rumunská královská koruna

Rumunské korunovační klenoty jsou souborem drahocenných předmětů, které byly používány ke korunovaci rumunských králů a královen. V současnosti jsou vystaveny v Národním muzeu historie Rumunska v Bukurešti. Rumunské korunovační klenoty sestávají z královské (tzv. ocelové) koruny, korun královny Alžběty a královny Marie, jablka, žezel krále Ferdinanda I. a krále Karla II., meče krále Karla II. a královského pláště.

## Součásti korunovačních klenotů

### Královská tzv. ocelová koruna
Rumunská tzv. ocelová koruna je královská koruna používaná ke korunovaci králů. Je vyrobená z oceli, která byla odlita z Rumuny ukořistěného tureckého kanónu během rumunské války za nezávislost mezi lety 1877–1878. Koruna zůstala nepozlacená, čímž bylo vyjádřeno hrdinství rumunských vojáků v právě vybojované válce; díky jejímu povrchu se jí říká "ocelová". Kromě absence zlata je koruna také unikátní tím, že nenese diamanty a další drahé kameny jako ostatní koruny. Byla vyrobena u příležitosti korunovace prvního rumunského krále Karla I., a zároveň vyhlášení Rumunského království dne 10. května 1881. Dne 15. října 1922 byl v Alba Iulia touto korunou korunován synovec krále Karla I., král Ferdinand I., a později 	6. září 1940 jí byl korunován také král Michal I. Jeho otec a syn Ferdinanda I., král Karel II., plánoval korunovaci na září 1930, ale z té nakonec sešlo kvůli jeho poměru s Magdalénou Lupescu.

### Koruna královny Alžběty

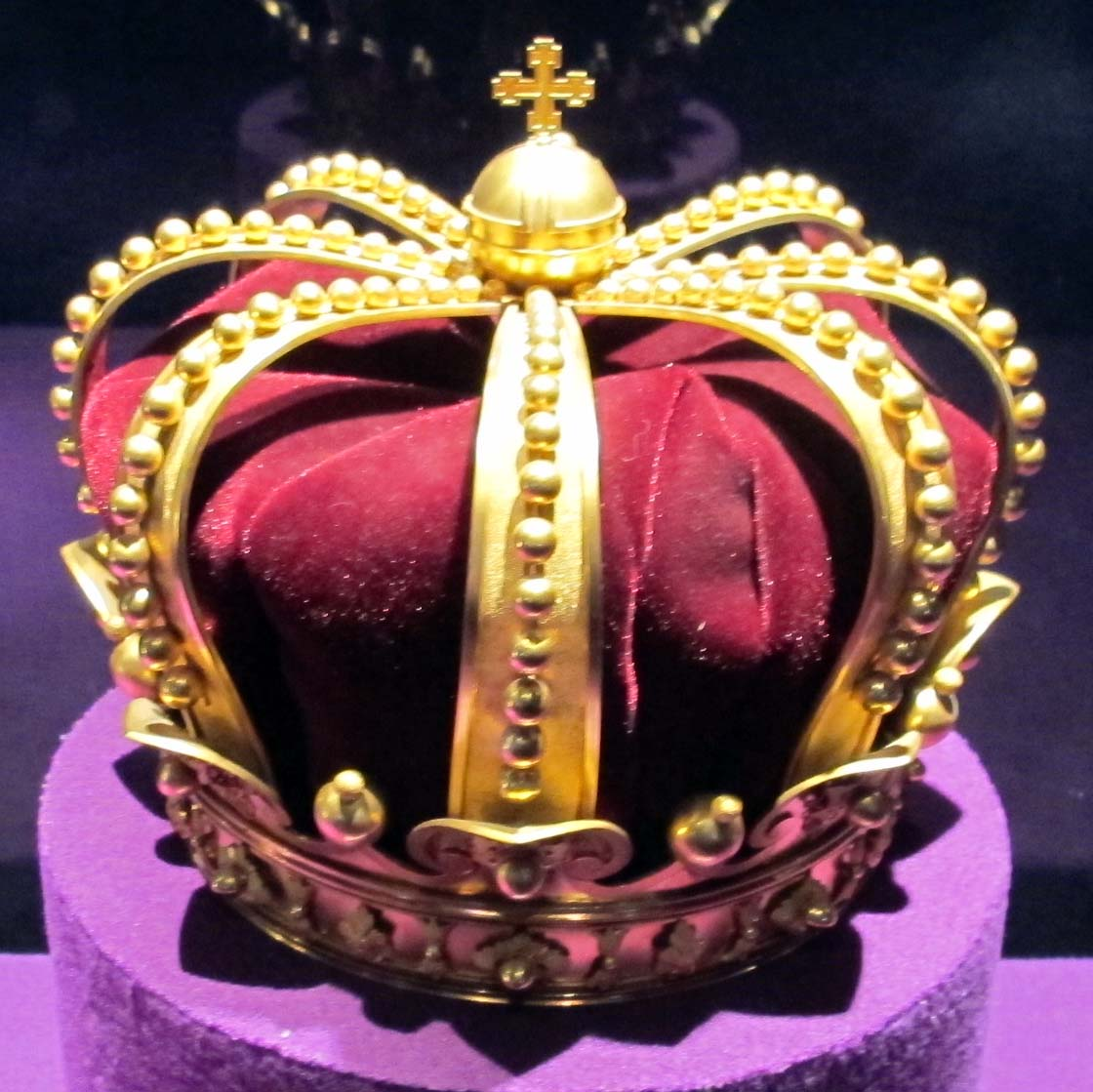
Koruna královny Alžběty

Koruna královny Alžběty byla vyrobena ze zlata u příležitosti vyhlášení království a korunovace krále Karla I. a královny Alžběty v roce 1881. Vzhled koruny je odvozen od královské (ocelové) koruny, a tak také nenese drahé kameny. Koruna byla vyrobena v Arsenalul Armatei.

### Koruna královny Marie
Koruna královny Marie byla vyrobena u příležitosti korunovace krále Ferdinanda I. a královny Marie v roce 1922 v Alba Iulia. Koruna má velmi originální design.

### Žezlo krále Ferdinanda I
Žezlo krále Ferdinanda I. bylo vyrobeno v roce 1922 ke korunovaci krále Ferdinanda I. v Alba Iulia, hlava orla na vrcholu žezla symbolizuje latinský původ Rumunů.

### Žezlo krále Karla II.
Žezlo krále Karla II. bylo vyrobeno pro krále Karla II. v roce 1940 k desátému výročí jeho nástupu na trůn. Vzhledem se podobá žezlu krále Ferdinanda I.

### Meč krále Karla I.
Meč krále Karla I. byl vyroben pro krále Karla I., daroval mu ho osmanský sultán Abdul-Azíz. Pouzdro meče je poseté 1140 šperky a 46 diamanty.

## Galerie

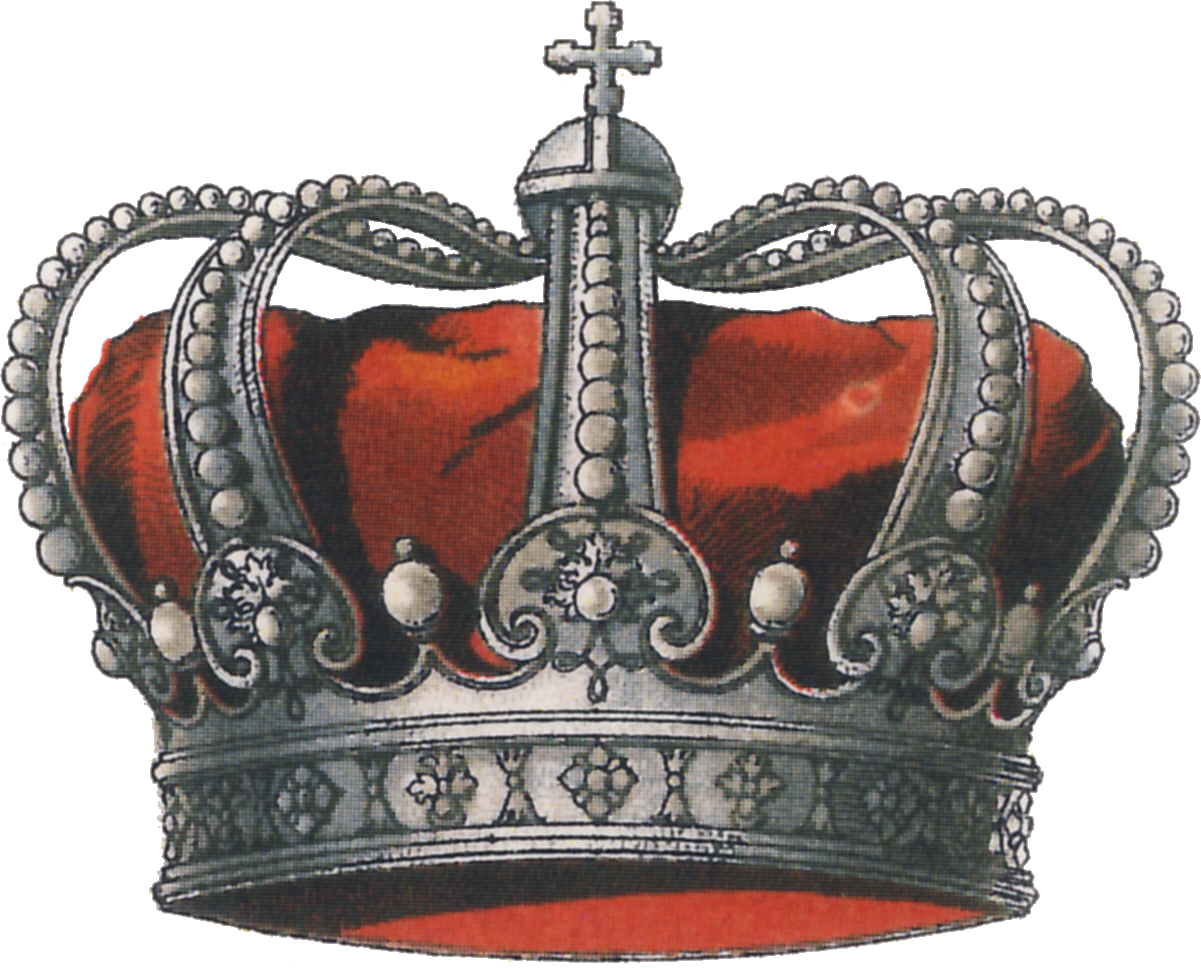
Ocelová koruna, heraldicky nepřesné zobrazení
Graficko-heraldické zobrazení ocelové koruny
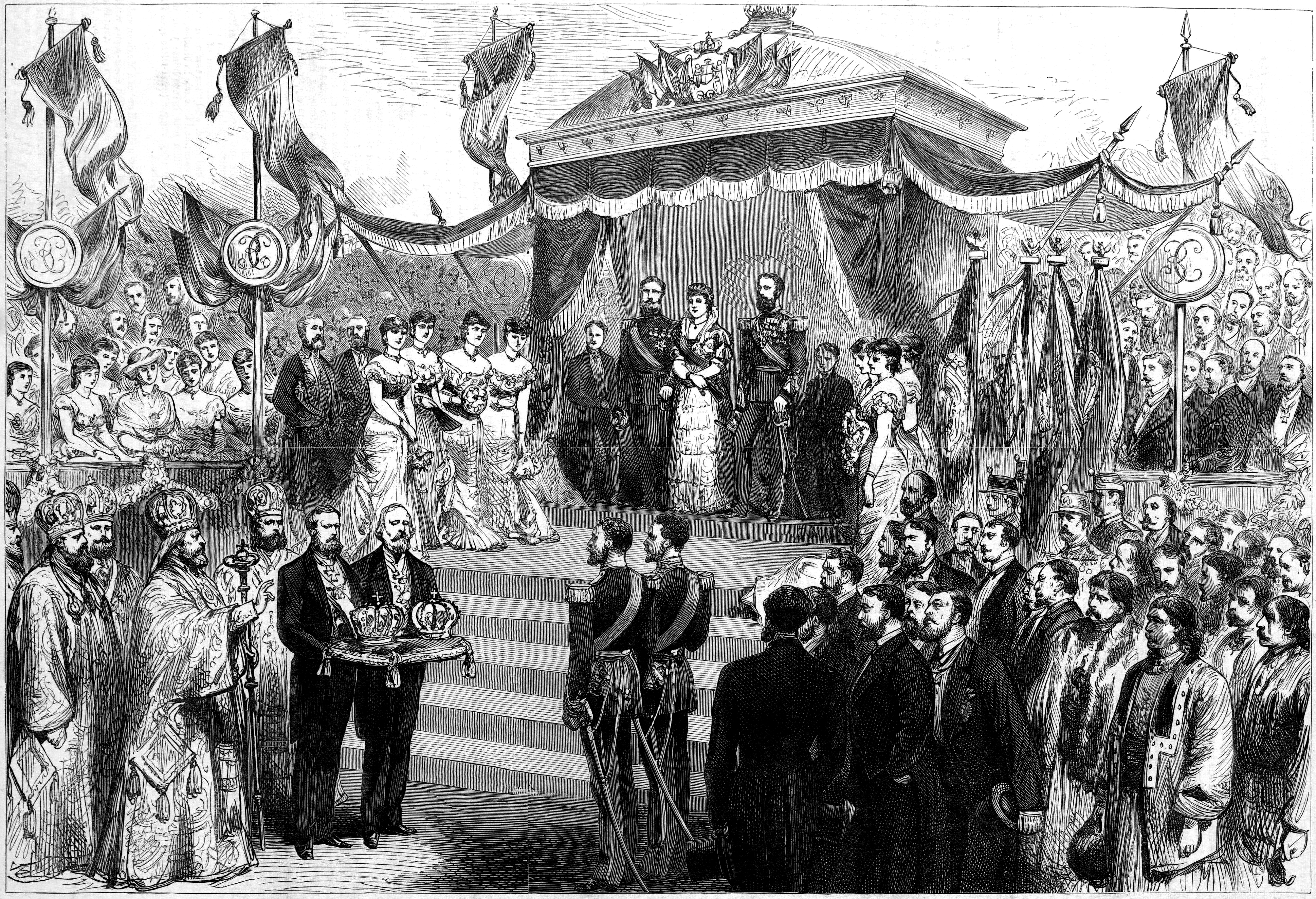
Korunovace krále Karla I.
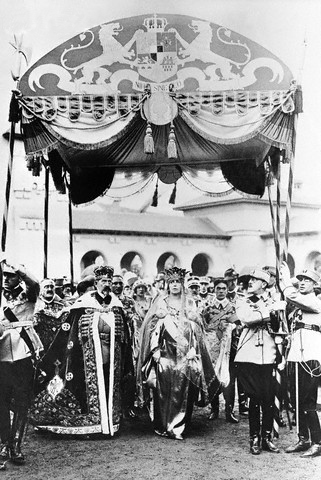
Korunovace krále Ferdinanda I.
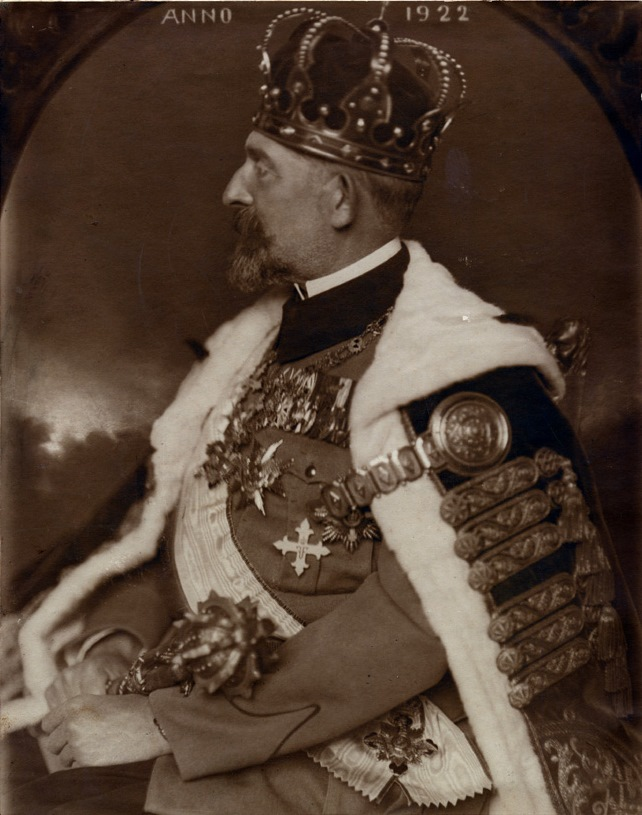
Korunovační fotografie Ferdinanda I.
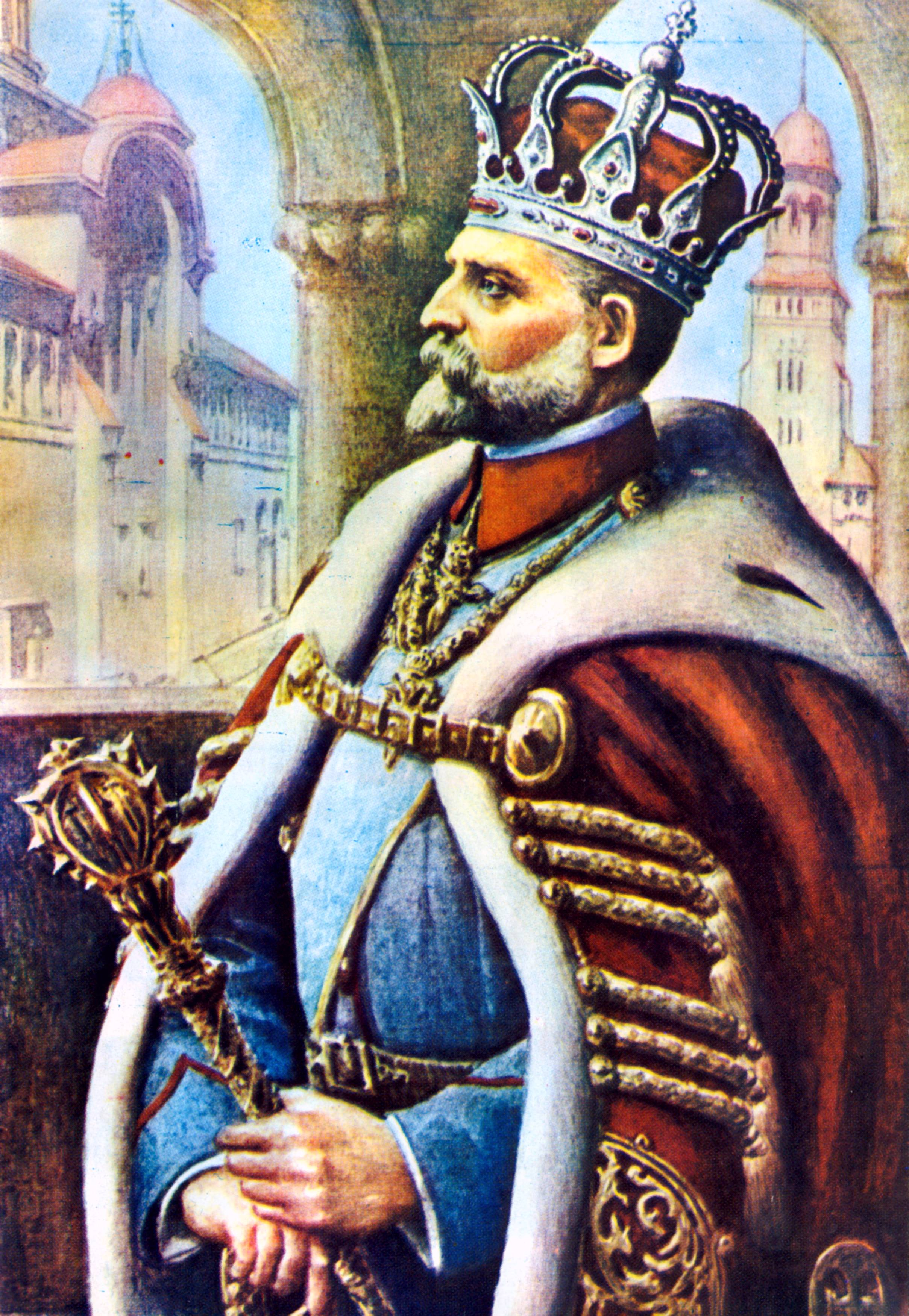
Korunovační portrét krále Ferdinanda I.
Královská koruna ve středním znaku Rumunského království